# 32. ceremonia wręczenia Cezarów
32. ceremonia wręczenia francuskich nagród filmowych Cezarów za rok 2006 odbyła się 24 lutego 2007 w Théâtre du Châtelet w Paryżu.
Galę wręczenia nagród poprowadziła Valérie Lemercier.

## Laureaci i nominowani
| Najlepszy film - Kochanek lady Chatterley - Dni chwały - Nie martw się o mnie - Nie mów nikomu - Melodia życia | Najlepszy reżyser - Guillaume Canet – Nie mów nikomu - Rachid Bouchareb – Dni chwały - Pascale Ferran – Kochanek lady Chatterley - Philippe Lioret – Nie martw się o mnie - Alain Resnais – Prywatne lęki w miejscach publicznych |
| Najlepszy aktor - François Cluzet – Nie mów nikomu - Michel Blanc – Przystojny szuka żony - Alain Chabat – Układ idealny - Gérard Depardieu – Melodia życia - Jean Dujardin – OSS 117 – Kair, gniazdo szpiegów                                                                       | Najlepsza aktorka - Marina Hands – Kochanek lady Chatterley - Cécile de France – Krzesła dla orkiestry - Cécile de France – Melodia życia - Catherine Frot – Niewykorzystany dar - Charlotte Gainsbourg – Układ idealny |
| Najlepszy aktor drugoplanowy - Kad Merad – Nie martw się o mnie - Dany Boon – Czyja to kochanka? - François Cluzet – Jedwabne życie - André Dussollier – Nie mów nikomu - Guy Marchand – W Paryżu                                                                                    | Najlepsza aktorka drugoplanowa - Valérie Lemercier – Krzesła dla orkiestry - Dani – Krzesła dla orkiestry - Bernadette Lafont – Układ idealny - Mylène Demongeot – Francuska Kalifornia - Christine Citti – Melodia życia |
| Najbardziej obiecujący aktor - Malik Zidi – Poison Friends - Georges Babluani – 13 Tzameti - Vincent Rottiers – Pasażer - Arié Elmaleh – Szkoła dla każdego - James Thiérrée – Do dwóch razy sztuka - Rasha Bukvic – Francuska Kalifornia                                            | Najbardziej obiecująca aktorka - Mélanie Laurent – Nie martw się o mnie - Déborah François – Niewykorzystany dar - Marina Hands – Kochanek lady Chatterley - Aïssa Maïga – Bamako - Maïwenn – Wybacz mi |
| Najlepszy scenariusz oryginalny - Dni chwały – Olivier Lorelle i Rachid Bouchareb - Jean-Philippe – Laurent Tuel i Christophe Turpin - Krzesła dla orkiestry – Danièle Thompson i Christopher Thompson - Melodia życia – Xavier Giannoli - Przystojny szuka żony – Isabelle Mergault | Najlepszy scenariusz adaptowany - Kochanek lady Chatterley – Pascale Ferran, Roger Bohbot i Pierre Trividic - Nie martw się o mnie – Philippe Lioret i Olivier Adam - OSS 117 – Kair, gniazdo szpiegów – Jean-François Halin i Michel Hazanavicius - Prywatne lęki w miejscach publicznych – Jean-Michel Ribes - Nie mów nikomu – Guillaume Canet i Philippe Lefèbvre                                |
| Najlepszy film debiutancki - Przystojny szuka żony, reż. Isabelle Mergault - 13 Tzameti, reż. Géla Babluani - Zła wiara, reż. Roschdy Zem - Wybacz mi, reż. Maïwenn - Les fragments d'Antonin, reż. Gabriel Le Bomin                                                                 | Najlepsze zdjęcia - Julien Hirsch – Kochanek lady Chatterley - Patrick Blossier – Dni chwały - Éric Gautier – Prywatne lęki w miejscach publicznych - Christophe Offenstein – Nie mów nikomu - Guillaume Schiffman – OSS 117 – Kair, gniazdo szpiegów |
| Najlepszy montaż - Hervé de Luze – Nie mów nikomu - Yannick Kergoat – Dni chwały - Sylvie Landra – Krzesła dla orkiestry - Hervé de Luze – Prywatne lęki w miejscach publicznych - Martine Giordano – Melodia życia                                                                  | Najlepszy dźwięk - Gabriel Hafner i François Musy – Melodia życia - Thomas Gauder, Olivier Hespel, Franck Rubio i Olivier Walczak – Dni chwały - Jean-Jacques Ferran, Jean-Pierre Laforce i Nicolas Moreau – Kochanek lady Chatterley - Jean-Marie Blondel, Thomas Desjonquères i Gérard Lamps – Prywatne lęki w miejscach publicznych - Pierre Gamand, Jean Goudier i Gérard Lamps – Nie mów nikomu |
| Najlepsza muzyka - Matthieu Chedid – Nie mów nikomu - Gabriel Yared – Azur i Asmar - Armand Amar – Dni chwały - Jérôme Lemonnier – Niewykorzystany dar - Mark Snow – Prywatne lęki w miejscach publicznych                                                                           | Najlepsze kostiumy - Marie-Claude Altot – Kochanek lady Chatterley - Jackie Budin – Prywatne lęki w miejscach publicznych - Charlotte David – OSS 117 – Kair, gniazdo szpiegów - Pierre-Jean Larroque – Brygady tygrysa - Michèle Richer – Dni chwały |
| Najlepsza scenografia - Maamar Ech-Cheikh – OSS 117 – Kair, gniazdo szpiegów - Dominique Dourand – Dni chwały - François-Renaud Labarthe – Kochanek lady Chatterley - Jacques Saulnier – Prywatne lęki w miejscach publicznych - Jean-Luc Raoul – Brygady tygrysa                    | Najlepszy film krótkometrażowy - Fais de beaux rêves, reż. Marilyne Canto - Bonbon au poivre, reż. Marc Fitoussi - La leçon de guitare, reż. Martin Rit - Le mammouth Pobalski, reż. Jacques Mitsch - Les volets, reż. Lyèce Boukhitine |
| Najlepszy film zagraniczny - Mała miss, reż. Jonathan Dayton i Valerie Faris - Babel, reż. Alejandro González Iñárritu - Tajemnica Brokeback Mountain, reż. Ang Lee - Volver, reż. Pedro Almodóvar - Królowa, reż. Stephen Frears                                                    | Najlepszy film dokumentalny - Być jak Jacques Chirac, reż. Michel Royer i Karl Zéro - Córka sędziego, reż. William Karel - Ici Najac, à vous la terre, reż. Jean-Henri Meunier - Tam, reż. Chantal Akerman - Zidane, portret XXI wieku, reż. Philippe Parreno i Douglas Gordon |
| Cezar Honorowy za całokształt twórczości - Marlène Jobert - Jude Law | |